# Abdoulie A. N’Jie
Abdoulie Alieu N’Jie (* im 20. Jahrhundert) ist ein gambischer Politiker.

## Leben
| Parlamentswahl | Stimmen | Stimmanteil |
| -------------- | ------- | ----------- |
| 1977           | 2.535   | 48,08 %     |
| 1982           | 3.738   | 59,60 %     |
| 1987           | 3.994   | 45,57 %     |
| 1992           | 3.806   | 54,95 %     |

Abdoulie A. N’Jie trat bei den Parlamentswahlen in Gambia 1977 als Kandidat der People’s Progressive Party (PPP) für den Repräsentantenhaus im Wahlkreis Serekunda West an. Er unterlag seinen Gegenkandidaten Gibou M. Jagne von der National Convention Party (NCP). N’Jie trat im selben Wahlkreis bei den Parlamentswahlen 1982 erneut an und setzte sich gegen Jagne durch. Bei den folgenden Wahlen 1987 unterlag N’Jie seinen Gegenkandidaten Jagne. Bei den Parlamentswahlen 1992 konnte N’Jie erneut den Wahlkreis gewinnen, Jagne hatte die zweitmeisten Stimmen bekommen. Bei späteren Wahlen trat er nicht mehr an.
1985 wurde N’Jie unter Präsident Dawda Jawara als Minister für Wirtschaftsplanung und industrielle Entwicklung (englisch Minister of Economic Planning and Industrial Development) berufen. In dieser Funktion war er bis mindestens 1987 tätig.